# Uyirmei
Uyirmei ist eine tamilische Seifenoper, deren Pilotfilm am 18. August 2014 auf Zee Tamizh ausgestrahlt wurde. Sie handelt von zwölf Ärzten, ihrem Leben, Familien und Patienten. Die Serie ist offensichtlich inspiriert von US-amerikanischen Serien wie Grey’s Anatomy und Dr. House. Mittlerweile wurden 63 Episoden ausgestrahlt.

## Besetzung
- Amala als Kavitha Sandeep, Leiter der Notfallmedizin
- Srithika als Dr. Bhuvana Natrajan, Junior Consultant für Innere Medizin
- Vineeth als Tamilselvan, Operations-Praktikant
- Praveen als Dr. Mano Arunmani, Junior Consultant in der allgemeinen Chirurgie
- Gibran Osman als Dr. Karan Bhalla, Kinderarzt
- Harsitha als Jenny, Krankenschwester
- Bharat Kalyan als Sandeeps Mann
- Revathy Shankar als Sandeeps Mutter
- Chandra Mohan
- Vatsala Rajagopal